# Dancing Undercover
Dancing Undercover é o terceiro álbum de estúdio da banda de hard rock americana Ratt, lançado em 1986. O álbum recebeu o certificado de Platina nos Estados Unidos.

## Certificações
| Estados Unidos (RIAA)                     | Platina | 26 de fevereiro de 1987 | 1.000.000* |
| *número de vendas baseado na certificação |         |                         |            |